# Feel Like a Rock Star
«Feel Like a Rock Star» (с англ. — «Почувствовать себя рок-звездой») — песня американского кантри-певца и автора-исполнителя Кенни Чесни и Тима Макгроу, вышедшая 2 апреля 2012 года в качестве первого сингла из его 14-го студийного альбома Welcome to the Fishbowl (2012) на лейбле BNA Records.

## История
Чесни записал песню в дуэте с Макгроу и презентовал её на церемонии вручения наград Академии кантри-музыки Academy of Country Music Awards, которая состоялась 1 апреля 2012 года. В середине 2012 года они вместе отправились в турне.

## Отзывы
Песня получила положительные отзывы от музыкальных критиков. Оценив песню в четыре с половиной звезды из пяти, Билли Дьюкс из Taste of Country благосклонно сравнил её с «Young» и «Big Star».

## Музыкальное видео
Клип на песню, в котором Чесни и Макгроу выступают в аэропорту. Песню написали Родни Клоусон и Крис Томпкинс. Клоусон рассказал изданию Taste of Country, что Томпкинс начал песню с бас-гитарной партии, когда оба заметили, что «каждый хочет почувствовать себя рок-звездой».

## Чарты
| Чарт (2012)                         | Высшая позиция |
| ----------------------------------- | -------------- |
| Канада (Billboard Canadian Hot 100) | 33             |
| Канада (Billboard Country)          | 9              |
| США (Billboard Hot 100)             | 40             |
| США (Billboard Hot Country Songs)   | 11             |

| Чарт (2012)                  | Позиция |
| ---------------------------- | ------- |
| US Country Songs (Billboard) | 75      |

## Сертификации
| Регион                                                      | Сертификация | Продажи  |
| ----------------------------------------------------------- | ------------ | -------- |
| США (RIAA)                                                  | Золотой      | 500 000^ |
| ^ Данные о тиражах приведены только на основе сертификации. |              |          |